# Saint-Barthélemy (Antilles)
|  | Per a altres significats, vegeu «Saint-Barthélemy». |

Saint-Barthélemy (sovint abreujada com Saint-Barth en francès o St. Barts en anglès) és una illa de les Antilles Franceses i un municipi francès que des del 2007 conforma una col·lectivitat d'ultramar, anteriorment dependent de la regió d'ultramar de Guadeloupe.

## Història
L'illa va ser descoberta per Cristòfor Colom l'any 1493, durant el seu segon viatge a Amèrica. La batejà així en honor del seu germà Bartolomé, tot reclamant-la per a la Corona Hispànica. Els indis caribs l'anomenaven Ouanalao.
El 1648, tingué lloc la primera ocupació per part de França, per decisió del comandant Lonvilliers de Poincy.
De 1651 a 1656, l'illa fou governada pels cavallers de l'Orde de Malta.
Posteriorment, fou abandonada fins al 1659, data en què esdevingué de nou colònia francesa. Dotada d'un sòl pobre i un clima força sec, l'illa no oferia cap potencial econòmic, però romania un punt estratègic al nord de les Petites Antilles. La impossibilitat de conrear canya de sucre feu que el nombre d'esclaus africans introduït fos més baix que en altres illes del Carib. Els habitants de Saint-Barthélemy es dedicaven principalment a la pesca i a la pirateria.

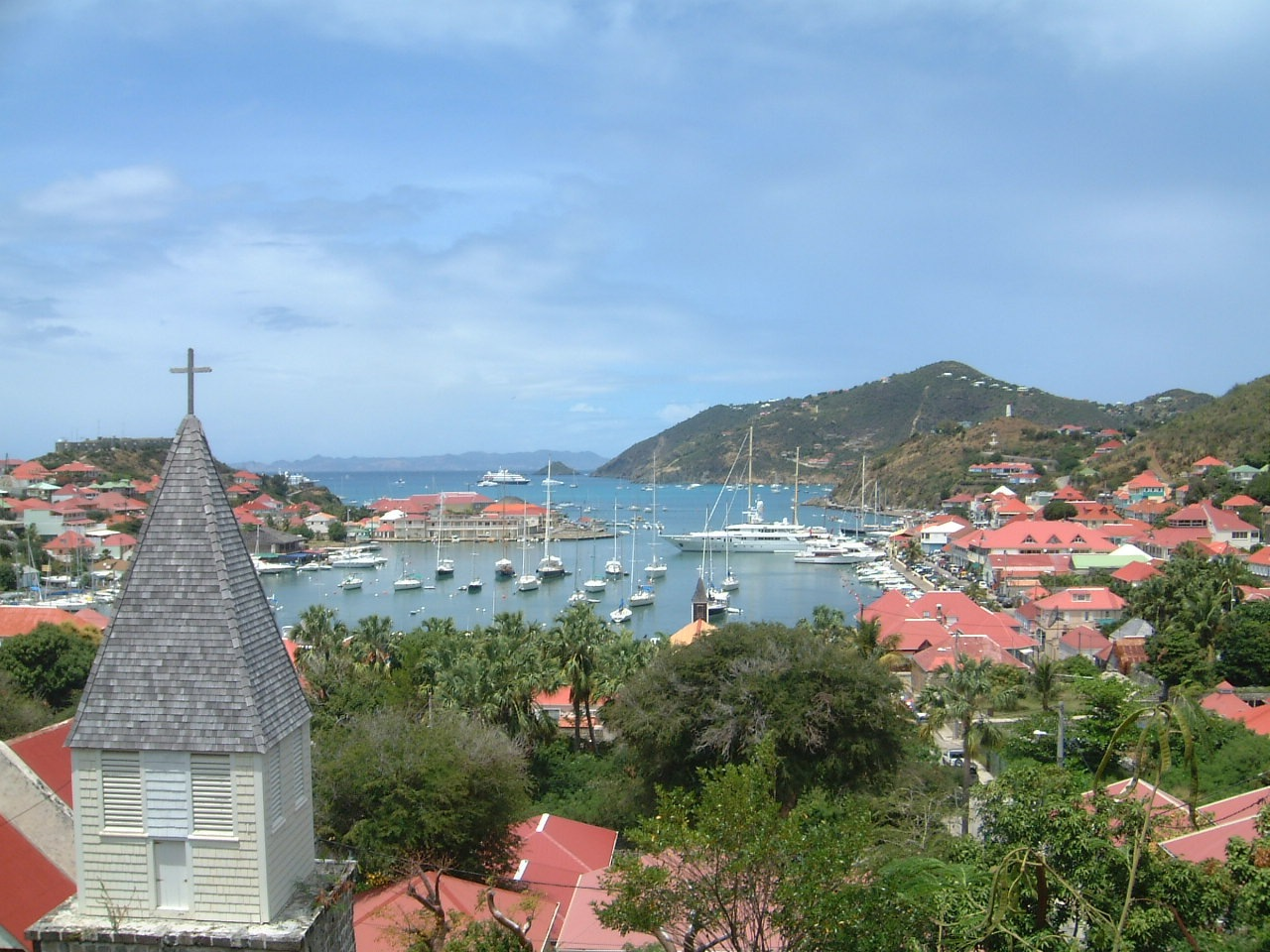
Port de Gustavia

El 1785, va ser cedida per Lluís XVI de França al rei Gustau III de Suècia, en canvi de l'accés dels vaixells francesos al port de Göteborg i als seus magatzems. En homenatge al rei suec, que eximí els habitants de l'illa del pagament d'impostos, la capital de l'illa passà a dir-se Gustavia.
No va ser fins al 16 de març de 1878 que els suecs van vendre l'illa a França per 80.000 francs. El tractat de 10 d'agost de 1877 preveia l'organització d'un referèndum per demanar l'opinió dels habitants de l'illa sobre el canvi de sobirania. Dels 352 vots emesos, 351 van mostrar-se a favor de tornar a pertànyer a França. De nou sota sobirania francesa, l'illa de Saint-Barthélemy va ser incorporada al departament de Guadeloupe l'any 1946.
El 7 de desembre de 2003, els habitants de l'illa van aprovar en referèndum, amb una participació del 78,71% del cens electoral i amb un 95,51% dels vots emesos a favor, un projecte institucional que fa de llur illa una col·lectivitat territorial d'assemblea única separada del departament i de la regió d'ultramar de Guadeloupe. El nou estatus de col·lectivitat d'ultramar es va adoptar oficialment el 22 de febrer del 2007.

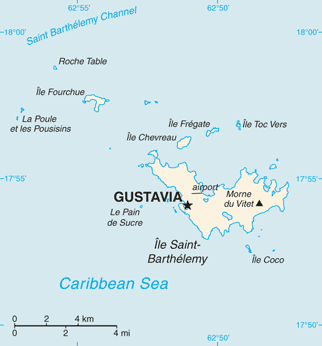
Mapa de Saint Barthélemy

## Geografia física
L'illa de Saint-Barthélemy és a 230 km al nord-oest de l'illa de Guadeloupe i a 25 km al sud-est de Saint-Martin.
És una illa muntanyosa d'uns 21 km² (25 si hi sumem els seus illots), l'únic terreny pla de la qual està ocupat per l'aeròdrom.
L'illa està envoltada per nombrosos illots : Chevreau, Coco, Fourchue, Frégate, La Tortue, Le Boulanger, Les Grenadins, Pain de Sucre, Pelé, Petit Jean i Toc Vers.
L'illa disposa d'una zona exclusiva econòmica (ZEE) de 4 000 km².
El clima de l'illa és tropical marítim amb dues estacions. L'estació seca va del mes de desembre fins al mes de maig, mentre que la humida dura de juny a novembre. El vent més habitual és l'alisi. La temperatura mitjana de l'aire és de 28 graus, mentre que la de l'aigua és de 27 graus.

## Geografia humana
Segons l'últim cens, l'any 1999, la seva població era de 6 854 habitants. Això suposa una densitat de població de 326 habitants per quilòmetre quadrat. L'any 1974, el cens donà una població de 2 491 habitants. S'estima que el 2003, la població de l'illa era de 8 732 habitants.
La capital de l'illa, i alhora principal nucli de població, és la ciutat de Gustavia. Hom hi troba també una dotzena de pobles, entre els quals destaquen: Saint-Jean, Lorient, Petit Cul de Sac, Lurin, Anse des Cayes, Anse des Flamands, Colombier, Marigot i Corossol.
La majoria dels habitants de l'illa són descendents dels colons normands i bretons que s'hi instal·laren durant el segle xvii, i té la particularitat de no tenir població afroamericana, ja que després de l'abolició de l'esclavatge l'any 1847, la quasi totalitat de la població negra alliberada i que no posseïa terres per explotar emigrà. Actualment, un 90% de la població és d'origen europeu.

## Administració
Des de 1962 fins al 22 de febrer del 2007, els municipis de Saint-Martin i Saint-Barthélemy formaven el tercer districte (arrondissement), les Illes del Nord (les îles du nord en francès), de Guadeloupe i eren administrades per un sotsprefecte. Aquest tenia la seva residència principal a Saint-Martin, encara que també disposava d'una oficina i d'una segona residència a Saint-Barthélemy. Actualment, com a col·lectivitats territorials d'ultramar, disposen cadascuna d'un prefecte; actualment, el prefecte de Saint-Barthélemy és Jean-Pierre Lacroix.
L'illa de Saint-Barthélemy constitueix un únic cantó que anteriorment estava representat en el Consell General de Guadeloupe per un conseller general, càrrec que va ocupar fins al final Michel Magras (no-adscrit d'esquerra), el tinent d'alcalde de Saint-Barthélemy, que va ser escollit per primera vegada el 1998 i reelegit l'any 2004 amb el 100% dels vots, ja que no s'hi presentava cap altre candidat.
El Consell Municipal està format per 29 membres i és dirigit per l'alcalde. L'actual batlle de l'illa és Bruno Magras, elegit per primera vegada l'any 1995 i reelegit el 2001, amb gairebé el 65% dels vots emesos a la primera volta de les municipals. Encara que oficialment no pertany a cap partit polític, Bruno Magras s'ha declarat públicament de dretes.

## Economia
L'agricultura està poc desenvolupada degut a l'aridesa del sòl i a l'escassetat d'aigua. La principal activitat econòmica és el turisme de luxe. L'activitat turística començà un cop acabada la Segona Guerra Mundial, quan algunes famílies riques, com els Rockefeller i els Rothschild, escolliren l'illa com a llur destinació. Els elevats preus de les segones residències i dels establiments hotelers, així com les dificultats per accedir-hi en avió, han mantingut l'illa fora dels circuits habituals del turisme de masses.

## Transport
L'illa disposa d'un petit aeroport (SBH, segons el codi de la IATA) utilitzat per només quatre companyies aèries, que ofereixen vols entre Saint-Barthélemy i els aeroports de Guadeloupe, Sint Maarten (Aeroport Internacional Princesa Juliana, situat a la part neerlandesa de l'illa), Saint-Martin (Aeròdrom de l'Esperança, situat a la part francesa) i Saint-Thomas, a les illes Verges nord-americanes. La pista de l'aeroport Gustau III és de només 640 metres, per la qual cosa no hi poden aterrar aeronaus amb una capacitat superior a les vint places.
L'altra possibilitat per accedir a l'illa és fer servir els ferris que uneixen diàriament el port de Gustavia amb Saint-Martin/Sint Maarten. Amb una freqüència inferior també hi ha ferris que comuniquen Saint-Barthélemy amb l'illa de Saba, a les Antilles Neerlandeses.
Saint-Barthélemy no disposa d'un servei de transport públic per a realitzar trajectes dins l'illa. Sí que disposa, en canvi, d'una flota de taxis.